# Oltáriszentség

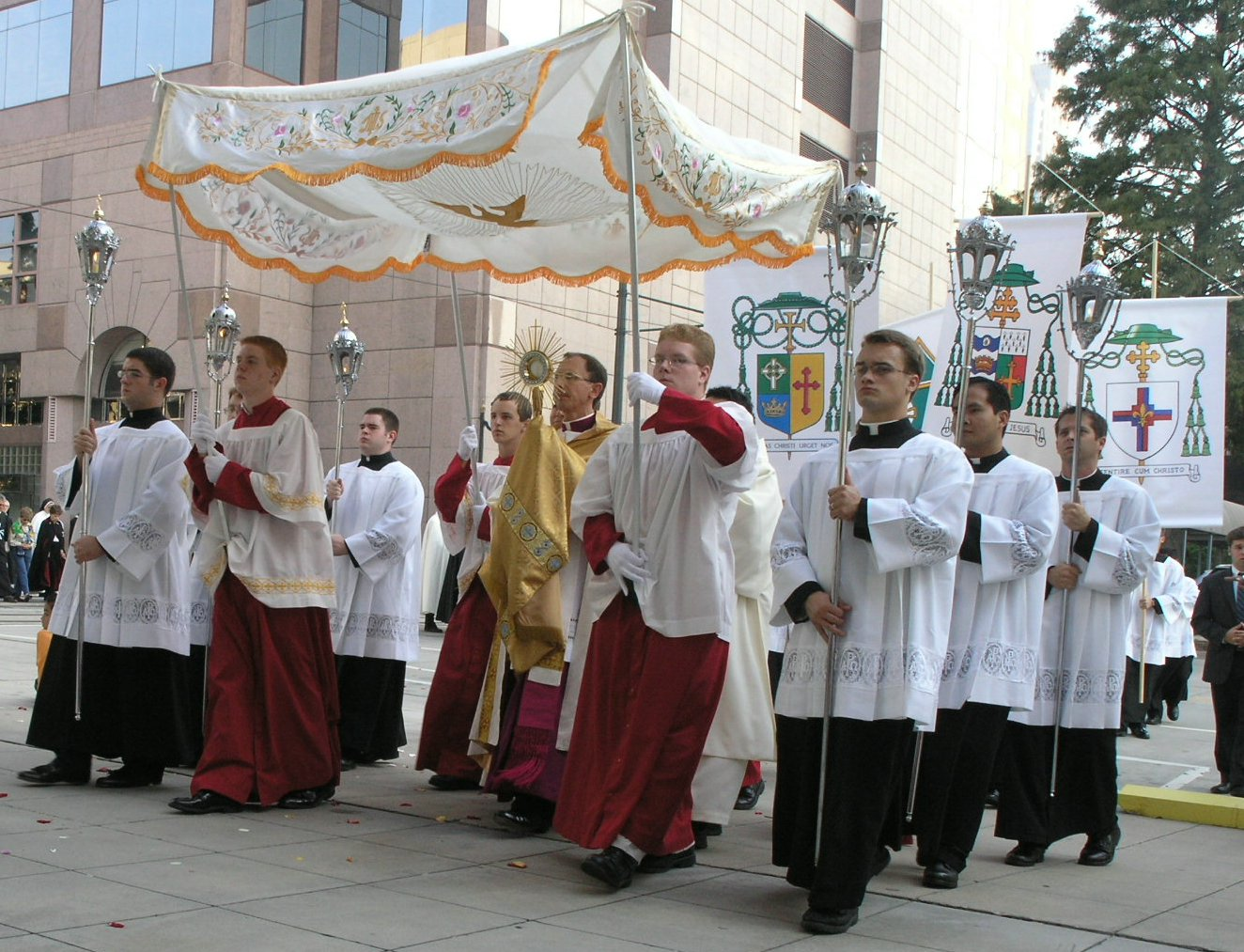
Oltáriszentség eucharisztikus körmenetben

Az oltáriszentség a keresztény eucharisztia alkalmával megszentelt kenyér (és időnként bor), amelyet szentségimádás vagy szentáldozás céljából az ún. tabernákulumban őriznek.
A római katolikus hittétel szerint a Jézus Krisztustól alapított hét szentség között a legfölségesebb, mert benne maga Jézus Krisztus van jelen a kenyér és bor színe alatt a lélek táplálására. Az oltáriszentség a misével létesül, transsubstantiatio, azaz átlényegülés által; a kenyér és bor lényege Krisztus testének és vérének lényegévé változik a színek megmaradása mellett.
A katolikusoknál különbözik a többi szentségtől méltóságban, mert nemcsak a kegyelmet közvetíti, hanem magát a kegyelemnek szerzőjét, Krisztust foglalja magába és közvetlenül egyesíti vele a lelket. Azért nevezik a „legméltóságosabb“ oltáriszentségnek vagy egyszerűen a „Szentség”nek. Oltáriszentségnek azért nevezik, mert az oltáron, mise közben jön létre és manapság az oltáron is őrzik (az ún. oltárszekrényben, tabernaculum).
Régente, a kereszténység első századaiban külön falfülkékben tartották, később galambalakú tartókban függesztették fel vagy a templomban e célra épített (toronyszerű vagy másalakú) szentségházakban őrizték (Raible: Der Tabernakel).
Mivel a mise hálaáldozat is, azért az oltáriszentség neve Eucharisztia is (a. m. hálaadás, innen: hálaadó áldozat), vagy az utolsó vacsorára való emlékezés alapján a magyarban még Úrvacsorának (coena Domini) is nevezik, az Úr asztalának (mensa Domini), tekintettel arra a rendeltetésére, hogy az emberek lelki tápláléka legyen (ld. áldozás). 
Az oltáriszentségben különösen három mozzanat fontos:
- Krisztus valóságos jelenléte az oltáriszentségben,
- az oltáriszentség mint lelki eledel,
- az oltáriszentség mint áldozat.

## Krisztus valóságos jelenléte
Krisztus valóságos jelenléte az oltáriszentségben katolikus dogma, melyet a IV. lateráni, a konstanzi, a flórenci és különös nyomatékkal a trienti zsinat állapított meg, mely utóbbi a 13. ülésben kijelentette, hogy Krisztus az oltáriszentségben igazán (vere), valóban (realiter) és lényegileg (substantialiter) jelen van, vagyis nemcsak mint jelképben, vagy csak isteni erejével, vagy tisztán csak a vétel pillanatában.
A reformátorok: Zwingli csak jelképnek tekintette az oltáriszentséget, Kálvin szerint az áldozás pillanatában valami erő száll le Krisztustól az égből az emberre; Luther nem tagadta Krisztus valóságos jelenlétét, de ezt a jelenlétet az áldozás pillanatára korlátozta.